# أتي (ماوري)

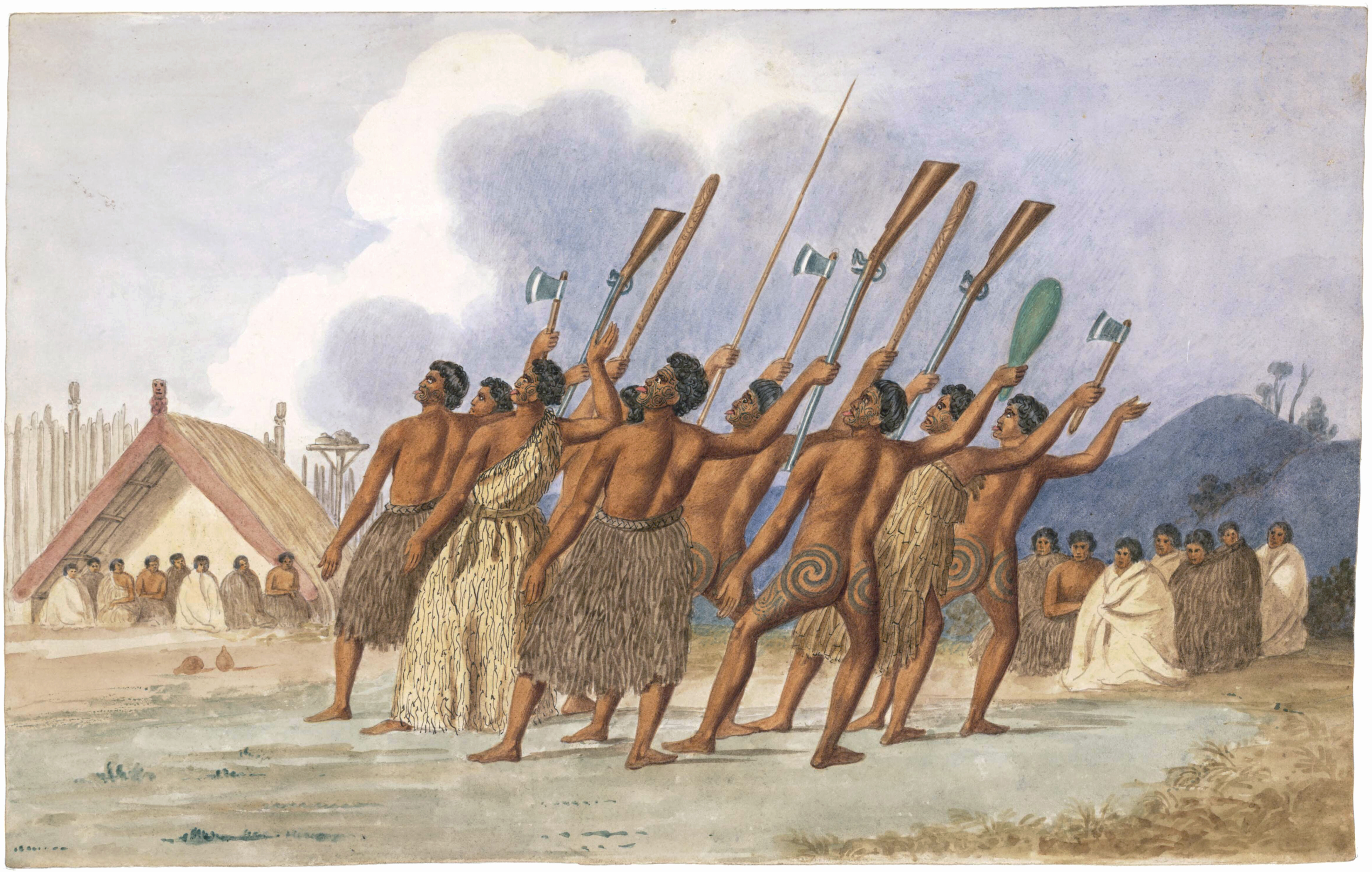
شعب الماوري

أتي (بالإنجليزية: Ati)‏ رئیس ماوري (نيوزيلاندا) سعى إلى الإمساك بجنية جميلة بشبكته وتزوجها.